# Vincent D'Onofrio
Pour les articles homonymes, voir D'Onofrio.
Vincent D'Onofrio est un acteur, scénariste, producteur et réalisateur américain, né le 30 juin 1959 à Brooklyn à New York.
Il se fait connaître grâce au rôle du soldat Leonard « Engagé Baleine » Lawrence dans le film Full Metal Jacket (1987) de Stanley Kubrick.
À la télévision, il est notamment connu pour avoir joué durant 10 ans le rôle de l'inspecteur Robert Goren dans la série New York, section criminelle (2001-2011). Depuis 2015, il incarne dans les œuvres de l'univers Marvel Wilson Fisk / Kingpin qu'il joue dans un premier temps dans la série Daredevil (2015-2018). En 2019, il joue dans la série historique Godfather of Harlem, dans le rôle du parrain Vincent Gigante alias « The Chin ».
Comme réalisateur, il a dirigé le court métrage Five Minutes, Mr. Welles ainsi que les films Don't Go in the Woods (en) et The Kid (2019).

## Biographie

### Jeunesse
Vincent D'Onofrio est né dans le quartier de Bensonhurst à Brooklyn dans l'État de New York. Il est d'origine italienne, avec des ancêtres venant de Naples.

### Carrière
Vincent D'Onofrio a enchaîné les rôles mineurs, jusqu'à Full Metal Jacket de Stanley Kubrick où il interprète le rôle de la recrue Lawrence, dit « Gomer Pyle » (« Engagé Baleine » dans la version française), rôle pour lequel il a dû prendre une trentaine de kilos.
Il a alors accès à de plus grands rôles comme dans JFK d'Oliver Stone, Strange Days de Kathryn Bigelow et Malcolm X de Spike Lee où il interprète le même rôle, à savoir celui de Bill Newman, témoin du meurtre de Kennedy et lors du procès de Clay Shaw. Il fait une apparition dans Ed Wood de Tim Burton dans le rôle d'Orson Welles et il joue le rôle d'Edgar dans Men in Black de Barry Sonnenfeld. Puis, il joue dans Passé virtuel, Évasion, Jurassic World, Le Juge et Les Sept Mercenaires.
Il intègre la distribution de la série New York, section criminelle (Law and Order Criminal Intent) en 2001, dans le rôle de l'inspecteur Robert Goren. Après quelques années, de nombreux désaccords apparaissent entre lui et la production et il n'interprète plus que quelques épisodes par saison. Mi-juillet 2011, la série est annulée faute d'audience, après 10 saisons.
Depuis 2015, il interprète le rôle de Wilson Fisk, l'antagoniste principal, dans l'adaptation télévisée du comic Daredevil produite par Netflix.
Le 1er juin 2023, il annonce qu'il aimerait reprendre le rôle de Goren et espère ainsi le retour de la série qui s'est arrêtée en 2011.

### Vie privée

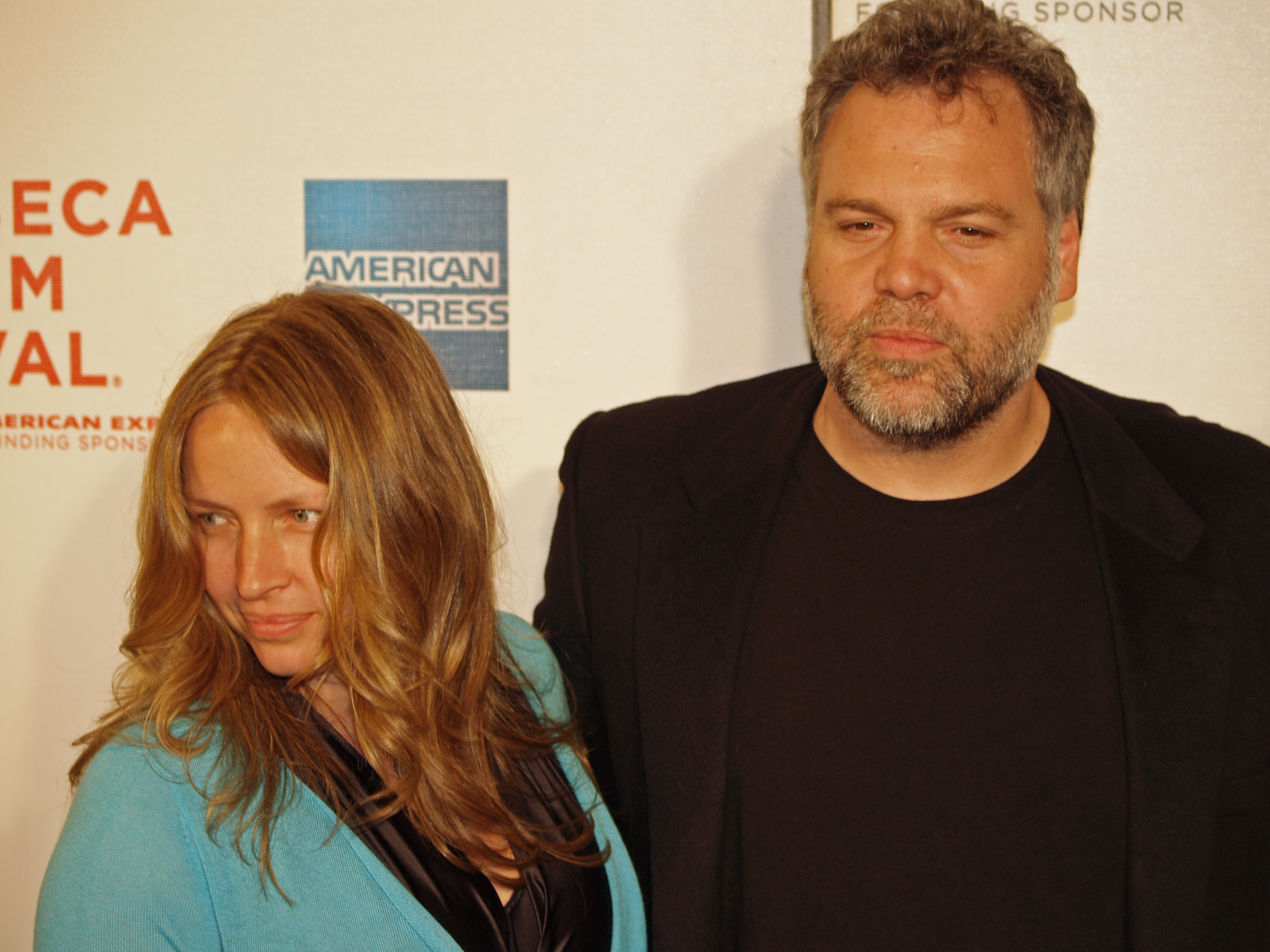
Avec sa femme Carin van der Donk au festival du film de Tribeca, à la première de Speed Racer en 2008.

En 1989, Vincent D'Onofrio épouse l'actrice Greta Scacchi, avec qui il a une fille, Leila George, née en 1992, actrice également. Ils divorcent en 1993.
En 1997, il se remarie avec Carin van der Donk, dont il a un fils Elias Gene en 2000 ; ils se séparent en 2003 mais reprennent la vie commune avant d'accueillir leur deuxième fils Luka.

## Filmographie

### En tant qu’acteur

#### Longs métrages

##### Années 1980
- 1983 : The First turn-on! de Michael Herz
- 1984 : It Don't Pay to Be an Honest Citizen de Jacob Burckhardt
- 1987 : Full Metal Jacket de Stanley Kubrick : recrue Lawrence, dit « Gomer Pyle » (« Engagé Baleine » dans la version française),
- 1987 : Nuit de folie (Adventures in babysitting) de Chris Columbus
- 1988 : Mystic Pizza de Donald Petrie
- 1989 : Le Sang des héros (The Blood of Heroes) de David Webb Peoples
- 1989 : Signs of Life de John David Coles

##### Années 1990
- 1990 : Naked Tango de Leonard Schrader : Cholo
- 1991 : Cruel Dilemme (Fires Within) de Gillian Armstrong : Sam
- 1991 : Crooked Hearts de Michael Bortman : Charley
- 1991 : Le Choix d'aimer (Dying young) de Joel Schumacher : Gordon
- 1991 : JFK d'Oliver Stone : Bill Newman
- 1992 : The Player de Robert Altman : David Kahane
- 1992 : Malcolm X de Spike Lee : Bill Newman
- 1992 : Les Vaisseaux du cœur (Salt on our Skin) d'Andrew Birkin : Gavin
- 1993 : Household Saints de Nancy Savoca : Joseph Santangelo
- 1993 : Mr. Wonderful d'Anthony Minghella : Dominic
- 1993 : Les Mille et Une Vies d'Hector (Being Human) de Bill Forsyth : le prêtre
- 1994 : Imaginary crimes d'Anthony Drazan : M. Webster
- 1994 : Ed Wood de Tim Burton : Orson Welles
- 1995 : Stuart sauve sa famille (Stuart saves his family) de Harold Ramis : Donnie Smalley
- 1995 : Strange Days de Kathryn Bigelow : l’officier Burton Steckler
- 1996 : The Whole Wide World de Dan Ireland : Robert E. Howard
- 1996 : Guy de Michael Lindsay-Hogg : le « guy »
- 1996 : Feeling Minnesota de Steven Baigelman : Sam Clayton
- 1996 : Les Flambeurs (The Winner) d'Alex Cox : Philip
- 1996 : Good Luck de Richard LaBrie : Tony « Ole » Olezniak
- 1997 : Men in Black de Barry Sonnenfeld : Edgar / la « bestiole »
- 1998 : Le Gang des Newton (The Newton Boys) de Richard Linklater : Dock Newton
- 1998 : Claire Dolan de Lodge Kerrigan : Elton Garrett
- 1998 : The Velocity of Gary de Dan Ireland : Valentino
- 1999 : Passé virtuel (The Thirteenth Floor) de Josef Rusnak : Jason Whitney / Jerry Ashton

##### Années 2000
- 2000 : Happy Accidents de Brad Anderson : Sam Deed
- 2000 : Steal this Movie de Robert Greenwald : Abbie Hoffman
- 2000 : Spanish Judges de Oz Scott : Max
- 2000 : The Cell de Tarsem Singh : Carl Stargher
- 2001 : Chelsea Walls d'Ethan Hawke : Frank
- 2001 : Impostor de Gary Fleder : Hathaway
- 2002 : Bark! de Kasia Adamik : Malcolm
- 2002 : The Dangerous Lives of Altar Boys de Peter Care : le père Casey
- 2002 : Salton Sea (The Salton Sea) de D. J. Caruso : Pooh-Bear
- 2005 : Âge difficile obscur (Thumbsucker) de Mike Mills : Mike Cobb
- 2006 : La Rupture (The Break-Up) de Peyton Reed : Dennis Grobowski
- 2008 : The Narrows de François Velle : Vinny Manadoro
- 2008 : Cadillac Records de Darnell Martin : le DJ de Mississippi
- 2009 : L'Élite de Brooklyn (Brooklyn's Finest) d'Antoine Fuqua : Carlo
- 2009 : Little New York (Staten Island) de James DeMonaco : Parmie Tarzo

##### Années 2010
- 2010 : Don't Go in the Woods de Vincent D'Onofrio : George 'Geronimo' Gerkie (voix)
- 2011 : Bulletproof Gangster (Kill the Irishman) de Jonathan Hensleigh : John Nardi
- 2012 : Fire with Fire : Vengeance par le feu (Fire with Fire) de David Barett : David Hagan
- 2012 : Sinister de Scott Derrickson : le professeur Jonas
- 2012 : Chained de Jennifer Lynch : Bob
- 2013 : Charlie Countryman de Fredrik Bond : Bill
- 2013 : Ass Backwards de Chris Nelson : Bruce
- 2013 : Chlorine de Jay Alaimo : Roger
- 2013 : American Stories de Wayne Kramer : Alton
- 2013 : Évasion (Escape Plan) de Mikael Håfström : Lester Clark
- 2014 : A Day To Kill (Mall) de Joe Hahn : Danny
- 2014 : Le Juge (The Judge) de David Dobkin : Glen Palmer
- 2015 : Night Run de Jaume Collet-Serra : l’inspecteur Harding
- 2015 : Jurassic World de Colin Trevorrow : Vic Hoskins
- 2015 : Brothers de Vidhu Vinod Chopra : Julius Hench
- 2016 : Pelé : Naissance d'une légende (Pelé: Birth of a Legend) de Jeff Zimbalist et Michael Zimbalist : Vicente Feola
- 2016 : Les Sept Mercenaires (The Magnificent Seven) d'Antoine Fuqua : Jack Horne, le mercenaire pisteur
- 2016 : Les Insoumis (In Dubious Battle) de James Franco : London
- 2017 : Le Cercle : Rings (Rings) de F. Javier Gutiérrez : Burke
- 2017 : CHiPs de Dax Shepard : Vic « The Ringleader » Brown
- 2017 : Un Noël à El Camino (El Camino Christmas) de David E. Talbert : Carl Hooker
- 2018 : Death Wish d'Eli Roth : Frank Kersey
- 2019 : A Fall from Grace de Jennifer Lynch : George Lawson
- 2019 : The Kid de Vincent D'Onofrio : le shérif Romero

##### Années 2020
- 2021 : Dans les yeux de Tammy Faye (The Eyes of Tamy Faye) de Michael Showalter : Jerry Falwell
- 2021 : Impardonnable (The Unforgivable) de Nora Fingscheidt
- 2023 : Dumb Money de Craig Gillespie
- 2023 : Wildcat d'Ethan Hawke
- 2024 : En plein vol (Lift) de F. Gary Gray
- 2025 : Pris au piège - Caught Stealing (Caught Stealing) de Darren Aronofsky : Schmully

#### Courts métrages
- 1994 : Nunzio's Second Cousin : l’inspecteur Tony Randozza
- 1994 : The Investigator : Ephraim McDougall
- 1995 : Hôtel Paradis : l’étranger nu
- 2005 : Fives Minutes, Mr. Welles de Vincent D'Onofrio : Orson Welles
- 2009 : The New Tenants de Joachim Back : Jan
- 2012 : Crackers : Gus
- 2013 : American Falls
- 2014 : The Unlicensed Therapist
- 2018 : It's a Mess

#### Film d'animation
- 2015 : Phantom Boy de Jean-Loup Felicioli : The Face (doublage, version anglophone)

#### Télévision

##### Téléfilms
- 1998 : Le Métro de l'angoisse de Félix Enríquez Alcalá : Mister Blue
- 1999 : That Championship Season de Paul Sorvino : Phil Romano
- 2002 : À force de volonté de Gregory Hines : Mercado
- 2002 : Sherlock : la marque du diable (Case of Evil) de Graham Theakston : Moriarty
- 2015 : Sinatra: All or Nothing at All - Part 1 : Dean Elson (voix, documentaire)

##### Séries télévisées
- 1986 : Equalizer : Thomas Marley, Jr
- 1987 : Deux flics à Miami (Miami Vice) : Leon Wolf
- 1987 : Equalizer : Davy Baylor
- 1997 : Homicide : John Lange
- 2001-2011 : New York, section criminelle : Robert Goren (141 épisodes)
- 2015-2018 : Daredevil : Wilson Fisk / le Caïd (27 épisodes)
- 2017 : Emerald City : The Wizard (10 épisodes)
- depuis 2017 : Ghost Wars : le révérend Dan Carpenter
- 2019 : Godfather of Harlem : Vincent Gigante
- 2020 : Ratched : le gouverneur George Milburn
- 2021 : Hawkeye : Wilson Fisk / le Caïd
- 2024 : Echo : Wilson Fisk / le Caïd
- 2025 : Daredevil: Born Again : Wilson Fisk / le Caïd

##### Séries d'animation
- 1997-1998 : Men in Black: The Series :  Edmund Clark Moffat, Edgar Bug, Geen the Bug, Edwin Bug, Dung Bug et Moe Bug
- 2003 : Quoi d'neuf Scooby-Doo ? : le gladiateur
- 2009 : Xavier: Renegade Angel Eric et le juge (2 épisodes)
- 2017 : BoJack Horseman : lui-même
- 2024 : Votre fidèle serviteur Spider-Man (Your Friendly Neighborhood Spider-Man) : Wilson Fisk / le Caïd

### En tant que producteur

#### Longs métrages
- 1996 : The Whole Wide World de Dan Ireland
- 1997 : Guy de Michael Lindsay-Hogg
- 1998 : The Velocity of Gary de Dan Ireland
- 2000 : Steal this Movie de Robert Greenwald
- 2014 : A Day To Kill (Mall) de Joe Hahn

#### Courts métrages
- 2005 : Fives Minutes, Mr. Welles de Vincent D'Onofrio
- 2009 : Ipso facto d’Anna-Mária Vág

#### Téléfilm
- 2010 : Zaritsas: Russian Women in New York de Elena Beloff (documentaire)

### En tant que réalisateur

#### Longs métrages
- 2010 : Don't Go in the Woods
- 2019 : The Kid

#### Court métrage
- 2005 : Fives Minutes, Mr. Welles

### En tant que scénariste

#### Longs métrages
- 2010 : Don't Go in the Woods de Vincent D'Onofrio
- 2014 : A Day To Kill (Mall) de Joe Hahn

#### Court métrage
- 2005 : Fives Minutes, Mr. Welles de Vincent D'Onofrio

## Ludographie
- 2005 : Law & Order : Criminal Intent : Robert Goren
- 2015 : Lego Jurassic World : Hoskins
- 2016 : Dishonored 2 : Duke Luca Abele

## Distinctions

### Récompenses
- Festival international du film de Seattle 1996 : Meilleur acteur dans un drame biographique pour The Whole Wide World
- Lone Star Film & Television Awards 1998 : Meilleur acteur dans un drame biographique pour The Whole Wide World
- Cérémonie des Saturn Awards 1998 : Meilleur acteur dans un second rôle dans une comédie d'aventure pour Men in Black
- Festival international du film de Stockholm 2005 : Meilleur acteur dans une comédie dramatique pour Âge difficile obscur (Thumbsucker)
- Nashville Film Festival 2009 : Meilleur acteur dans un thriller dramatique pour The Narrows
- Festival international du film de Catalogne 2012 : Meilleur acteur dans un thriller horrifique pour Chained
- Fright Meter Awards 2012 : Meilleur acteur dans un thriller horrifique pour Chained

### Nominations
- New York Film Critics Circle Awards 1987 : Meilleur acteur dans un second rôle pour Full Metal Jacket
- Circuit Community Awards 1994 : Meilleur casting pour Ed Wood
- Film Independent Spirit Awards 1994 : Meilleur acteur pour Household Saints
- National Society of Film Critics Awards 1997 : Meilleur acteur pour The Whole Wide World
- Primetime Emmy Awards 1998 : Meilleur Guest dans une série pour Homicide
- Blockbuster Entertainment Awards 1998 : Meilleur acteur dans un second rôle dans un film de science fiction pour Men in Black
- Blockbuster Entertainment Awards 2001 : Meilleur acteur dans un second rôle dans un film de science fiction pour The Cell
- MTV Movie Awards 2001 : Meilleur vilain pour The Cell
- Satellite Awards 2005 : Meilleur acteur de télévision pour New York, section criminelle

- IGN Awards 2015 pour Daredevil :
  - Meilleur acteur de télévision
  - Meilleur vilain de télévision

- Teen Choice Awards 2015 : Meilleur vilain pour Jurassic World
- Saturn Awards 2016 : Meilleur acteur dans un second rôle à la télévision pour Daredevil

## Voix francophones
En version française, Vincent D'Onofrio est doublé à huit reprises par Gilles Morvan et à sept reprises par Thierry Buisson (notamment dans New York, section criminelle), mais aussi à six occasions par Thierry Hancisse (dans l'univers Marvel entre autres). En parallèle, il est doublé trois fois par Jean-François Vlérick dans The Player, Stuart sauve sa famille et Birds of Paradise et Jean-Jacques Nervest dans Le Gang des Newton, That Championship Season et Irish Gangster.
Il est également doublé à deux reprises chacun par Christian Bénard dans Full Metal Jacket et The Cell, Guillaume Orsat dans Le Métro de l'angoisse et Sherlock, la marque du Diable, Patrick Béthune dans La Rupture et Sinister, Stefan Godin dans Night Run et Jurassic World ainsi que par Emmanuel Jacomy dans Le Juge et Le Cercle : Rings. Exceptionnellement, Marc Alfos le double dans Le Choix d'aimer, Georges Caudron dans JFK, Jean-François Aupied dans Strange Days, José Luccioni dans Feeling Minnesota, Philippe Bozo dans Les Flambeurs, Éric Etcheverry dans Men in Black, Patrick Mancini dans Passé virtuel, Bernard Métraux dans Impostor, Éric Herson-Macarel dans Salton Sea, Lionel Bourguet dans Fire with Fire : Vengeance par le feu, Patrice Baudrier dans Un Noël à El Camino et Igor Chometowski dans Work in Progress.
Au Québec, D'Onofrio a été plusieurs fois doublé par François Sasseville. À titre exceptionnel, Marc Bellier le double dans Escapade d'un soir, Pierre Auger dans Mystic Pizza, Daniel Lesourd dans Le Secret du bonheur, Luis de Cespedes dans Minnesota Blues, Jean-Marie Moncelet dans Hommes en Noir, Benoît Rousseau dans L'Imposteur, Denis Mercier dans La Rupture, Stéphane Rivard dans L'Élite de Brooklyn, Tristan Harvey dans Le Feu par le feu, Manuel Tadros dans Une nuit pour survivre
Versions françaises
- Thierry Buisson dans New York section criminelle, Âge difficile obscur, A Day to Kill, Les Insoumis, Emerald City, Ghost Wars, Impardonnable
- Gilles Morvan[6] dans Little New York, L'Élite de Brooklyn, Évasion, Death Wish, Godfather of Harlem, Dans les yeux de Tammy Faye, Dumb Money[6]
- Thierry Hancisse dans Daredevil, Les Sept Mercenaires, Interrogation, Ratched et Hawkeye[8]

Versions québécoises
- François Sasseville dans Le Treizième étage, La Cellule, Sinistre, Le Tombeau, Le Juge[7]